# Croatian Bol Ladies Open 1999
Croatian Bol Ladies Open 1999 — жіночий тенісний турнір, що проходив на відкритих кортах з ґрунтовим покриттям у Болі (Хорватія). Належав до турнірів 4-ї категорії в рамках Туру WTA 1999. Відбувся вшосте і тривав з 26 квітня до 2 травня 1999 року. Четверта сіяна Коріна Мораріу здобула титул в одиночному розряді й отримала 22 тис. доларів США.

## Фінальна частина

### Одиночний розряд
Коріна Мораріу —  Жюлі Алар-Декюжі 6–2, 6–0
- Для Мораріу це був єдиний титул в одиночному розряді за кар'єру.

### Парний розряд
Єлена Костанич /  Міхаела Паштікова —  Меган Шонессі /  Андрея Ванк 7–5, 6–7(1–7), 6–2

## Учасниці

### Сіяні учасниці
| Країна   | Гравчиня         | Рейтинг | Сіяна |
| -------- | ---------------- | ------- | ----- |
| Франція  | Жюлі Алар-Декюжі | 21      | 1     |
| Хорватія | Іва Майолі       | 32      | 2     |
| Зімбабве | Кара Блек        | 35      | 3     |
| США      | Коріна Мораріу   | 38      | 4     |
| Франція  | Сара Пітковскі   | 36      | 5     |
| Франція  | Амелі Кокто      | 58      | 6     |
| Румунія  | Кетеліна Крістя  | 69      | 7     |
| США      | Меган Шонессі    | 68      | 8     |

### Інші учасниці
Нижче наведено учасниць, які отримали вайлдкард на участь в основній сітці:
- Тіна Писник
- Івана Брачун

Нижче наведено учасниць, що пробились в основну сітку через стадію кваліфікації в одиночному розряді:
- Лусіана Масанте
- Рената Кучерова
- Лусі Ал
- Зузана Гейдова

Як щасливий лузер в основну сітку потрапили такі гравц:
- Аманда Грем